# Diósgyőri Aranysarkantyús Lovagrend

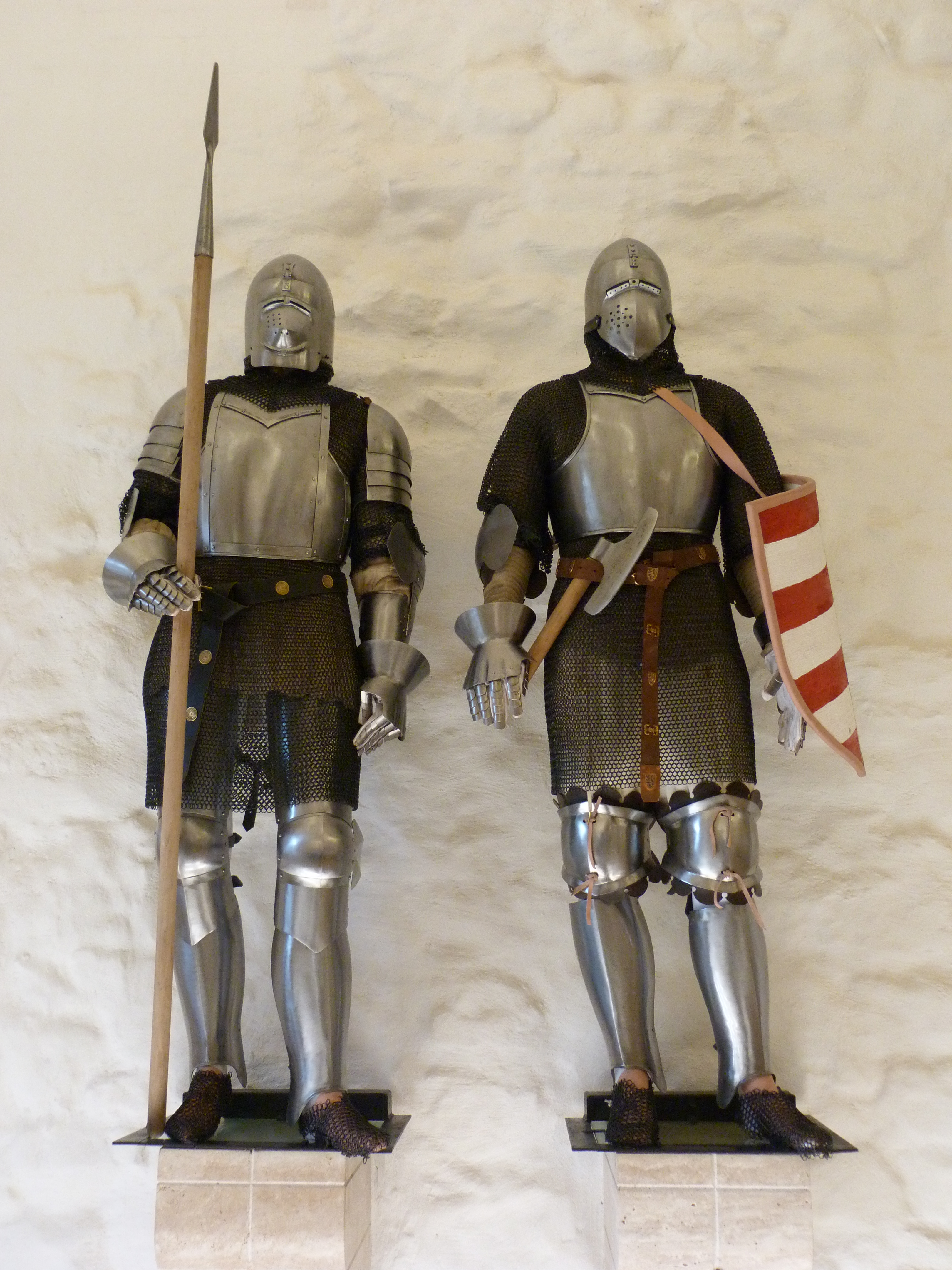
Lovagok

A Diósgyőri Aranysarkantyús Lovagrend a középkori, klasszikus lovagi hagyományok követője és ápolója. Azzal a céllal alapították 1993-ban, hogy egyesületi keretek között összefogja a korabeli Magyarország történelme, hadi- és udvari kultúrája iránt fogékony, a diósgyőri vár vonzáskörében élő borsodi hagyományőrzőket.

## Tevékenysége
Bemutatóik alkalmával átélhető, milyen is lehetett egy aranysarkantyús lovag vagy egy udvarhölgy élete a 14. században. Műsoraik keretében a várlátogatók megismerhetik Nagy Lajos király udvartartását, láthatnak:
- gyalogos - fegyveres és pusztakezes -, szabad küzdelem jellegű párviadalokat:
  - hosszúkard hosszúkard ellen,
  - egykezes kard egykezes kard ellen,
  - egykezes kard és hárítótőr hasonló fegyverzet ellen,
  - pajzs és bárd azonos fegyverzet ellen,
  - pajzs és láncos buzogány más fegyverzet ellen,

Ezek a fegyverek több korszakot is felölelnek. Valamennyi eszköznek a használata komoly fizikai felkészültséget és speciális tudást igényel. A kardok használata elsősorban vívóalapokra épül, ezeket a korabeli vívókódexekből ismerhetjük meg, tanulmányozhatjuk és aztán próbáljuk elsajátítani.
- hajítófegyver- és íjász bemutatót,
- fegyver- és viseletbemutatót,
- középkori táncokat,
- drámajátékokat: 
  - „boszorkányégetés”,
  - Sárkányölő Szent György lovag legendája (a Diósgyőri Aranysarkantyús Lovagrend és Heffner Attila drámajátéka és harci bemutatója):[2]
    - Sárkány: Lénárt Attila
    - Mesemondó, szöveg: dr. Lovász Emese
    - Zene, dob, ének: Heffner Attila

  - Keresztelő János és Salome,
  - János-passió.[3]

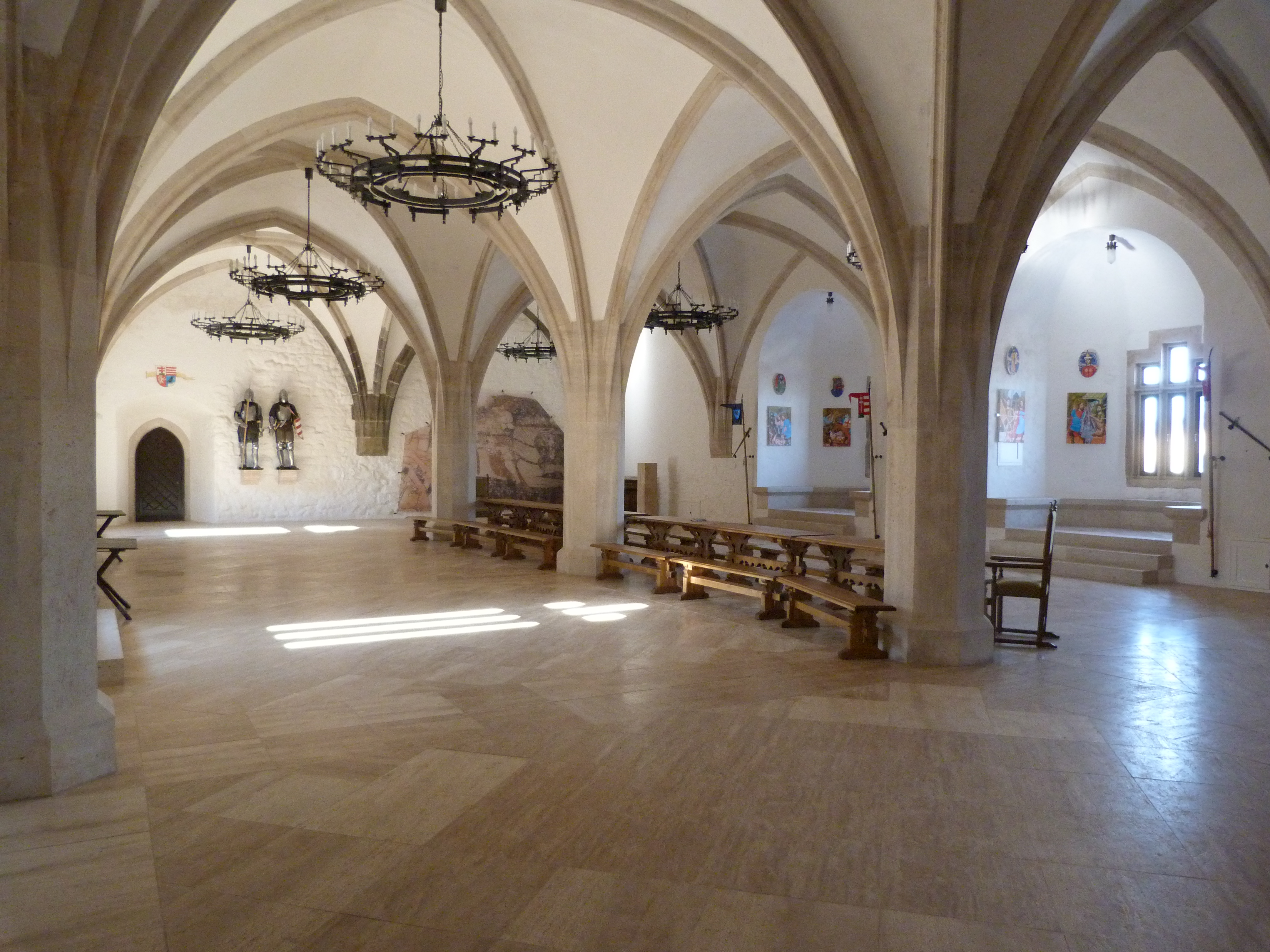
A vár lovagterme

Az életmód- és vívásrekonstrukcióhoz megfelelő környezetet biztosít a 2014-ben felújított diósgyőri vár. A bemutatókat – az időjárástól függően – a hangulatos belső udvarban vagy a Közép- és Kelet-Európa egyik legnagyobb gótikus lovagtermében tekinthetik meg a nézők. A lovagrend tagjai rendszeresen szerepelnek a hollókői várban rendezett történelmi fesztiválokon.

## Története
A hagyományőrző csapatot 1993-ban alapította Lénárt Attila és Lovász Emese, azzal a céllal, hogy a haditorna eszközeivel jelenítsék meg Nagy Lajos király udvarának mindennapjait, közérthető módon, de tudományos igényességgel mutassák be az Anjou-kort. Az egyesület tevékenységének egyik hangsúlyos területe a középkori harci kultúra, a történelmi európai harcművészetek alapos tanulmányozása. 

### Lénárt Attila
25 éven keresztül volt a diósgyőri hagyományőrző csapat vezető oktatója (középkori vívás, birkózás, közelharc stb.). 2019 augusztusában a jubileumi, XX. Középkori forgatag rendezvényen a lovagrend tagjai ünnepélyesen búcsúztatták a leköszönő harcművészeti oktatót.

### Lovász Emese
Dr. Lovász Emese régész – a Magyar Régész Szövetség alapító tagja – folytatta a Diósgyőri vár környéki feltárási munkálatokat, melyeket Czeglédy Ilona kezdett el 1962-ben. 2002-ben kutatásokat végzett a vizesárok, az egykori Huszárvár, a Várfürdő, és a feltételezett legkülső kerítések helyszínein. 2011-ben feltárta egy Árpád-kori falu házait a későbbi Lovagi tornák területén. Közreműködött a Diósgyőri vár felújításának I. ütemében: Lovász Emese készítette az új kiállítási koncepciót és forgatókönyvet, amely alapján megelevenedik a korábbi romos műemlék.
2017-ben a Magyar Érdemrend lovagkeresztjével tüntették ki „a történelmi jelentőségű Diósgyőri vár rekonstrukcióját előkészítő történeti és régészeti kutatások során nyújtott értékes munkája elismeréseként.”

## Érdekességek
- A diósgyőri várban rendezett középkori jellegű fesztiválok – pl. A Királynék tavasza (április), Diósgyőri várjátékok (május), Középkori forgatag (augusztus) – során dr. Lovász Emese, a Herman Ottó Múzeum régésze személyesítette meg Kotromanić Erzsébetet, I. Lajos király feleségét, míg férje, Lénárt Attila jelenítette meg I. Lajost, a lovagkirályt.[10]
- A lovagrend tagjai (Boholy Kristóf, Mandzák Ákos, Lénárt Attila, Lovász Emese)[11] szerepelnek a Pazirik Informatikai Kft. által készített egyik filmben, amely Diósgyőr várát mutatja be hagyományos mozgóképekkel ötvözött 2D- és 3D-animáció, illetve légifelvételek segítségével.[12] Lovász Emese szakértőként is közreműködött a film elkészítésében.

### Videók
- Egész szívvel – Diósgyőri Aranysarkantyús Lovagrend. youtube.com. (Hozzáférés: 2017. szeptember 8.)